# Microsoft PhotoDraw
Microsoft PhotoDraw é um software de desenho vetorial desenvolvido pela Microsoft.